# Dihydrokodein
Dihydrokodein (summaformel C18H23NO3) är ett halvsyntetiskt kodeinderivat som utvinns ur råopium och har svaga narkotiska egenskaper. Det tillhör gruppen opiater och beskrevs första gången 1911 och godkändes för medicinskt bruk 1948.
Dihydrokodein utvecklades under åren från ca 1895 till 1915 under sökandet efter effektivare hostmedicin, särskilt för att minska spridningen av tuberkulos, kikhosta och lunginflammation. Det är liknar i kemisk struktur kodein, men är dubbelt så starkt som kodein. Även om dihydrokodein har extremt aktiva metaboliter, i form av dihydromorfin och dihydromorfin-6-glukuronid (hundra gånger mer potenta), produceras dessa metaboliter i så små mängder att de inte har kliniskt signifikanta effekter.
Dihydrokodein är också den ursprungliga kemiska basen till ett antal liknande halvsyntetiska opioider som acetyldihydrokodein, dihydrokodeinenolenota, dihydroisokodein, nicokodein och nikodikodein.

## Medicinsk användning
Godkänd indikation för dihydrokodein är hanteringen av måttlig till måttligt svår smärta samt hosta och andfåddhet. Som det är fallet med andra läkemedel i denna grupp tenderar den antitussiva dosen att vara mindre än den analgetiska dosen, och dihydrokodein är ett kraftfullt hostdämpande medel som alla andra medlemmar i den omedelbara kodeinfamiljen och deras analoger hydrokodon, oxikodon och etylmorfin, alla opiumpreparat och det starka opioidhydromorfonen.
För användning mot smärta formas dihydrokodein vanligtvis som tabletter eller kapslar innehållande 15–16 mg eller 30–32 mg med eller utan andra aktiva ingredienser såsom aspirin, paracetamol, ibuprofen eller andra.
Dihydrokodein med kontrollerad frisättning är tillgängligt för både smärta och hosta, som anges nedan, som vaxartade tabletter innehållande 60 till 120 mg av läkemedlet. Vissa former, avsedda att användas mot hosta och liknande, har andra aktiva ingredienser såsom antihistaminer, avsvällande medel och andra. Andra orala former, såsom paket med bruspulver, sublinguala droppar, elixir och liknande finns också på många platser.
Injicerbart dihydrokodein ges oftast som en djup subkutan injektion.

## Biverkningar
Som med andra opioider utvecklas tolerans och fysiskt och psykiskt beroende med upprepad användning av dihydrokodein. Alla opioider kan försämra de mentala eller fysiska förmågor som krävs för att utföra potentiellt farliga uppgifter som att köra bil eller använda maskiner om de tas i stora doser.
Klåda och rodnad och andra effekter av blodkärlsutvidgning är också vanliga biverkningar på grund av histaminfrisättning som svar på läkemedlet med hjälp av en eller flera typer av receptorer i CNS eller andra svar någon annanstans i kroppen. Första generationens antihistaminer såsom tripelennamin (Pyrabenzamin), clemastin (Tavist), hydroxizin (Atarax), difenhydramin (Benadryl), cyproheptadin (Periactin), bromfeniramin (Dimetapp), klorfenamin (Klor-Trimeton), doxylamin (NyQuil) och fenyltoloxamin (Percogesic Original Formula) bekämpar inte bara histamindrivna biverkningar, utan är smärtstillande i olika grad. Antihistaminprometazin (fenergan) kan också ha en positiv effekt på levermetabolismen av dihydrokodein som det gör med kodein. Högre doser av prometazin kan störa de flesta andra opioider med undantag för petidinfamiljen (Demerol och liknande) genom denna eller andra okända mekanismer. 
Förstoppning är den enda biverkningen av dihydrokodein och nästan alla opioider som är nästan universella. Det beror på att peristaltiken i tarmen saktar ner och är en anledning till att dihydrokodein, etylmorfin, kodein, opiumpreparat och morfin används för att stoppa diarré och bekämpa irritabelt tarmsyndrom (IBS) i dess diarré- och cykliska former samt andra tillstånd som orsakar hypermotilitet eller tarmkramper.

## Säkerhet
Internationella fördrag och lagar om kontrollerade ämnen i de flesta länder, såsom den tyska Betäubungsmittelgesetz, reglerar dihydrokodein på samma nivå som kodein. Dihydrokodeinbaserade läkemedel används särskilt där patienter med kronisk smärta kan väsentligen ha OTC-tillgång till dem förutsatt att de är registrerade hos provins- eller nationella regeringen som en sådan patient.
Substansen är narkotikaklassad och ingår i förteckningen N II i 1961 års allmänna narkotikakonvention, samt i förteckning II i Sverige.